# Pilotrichella subpanduraefolia
Pilotrichella subpanduraefolia är en bladmossart som beskrevs av Kindberg 1891. Pilotrichella subpanduraefolia ingår i släktet Pilotrichella och familjen Meteoriaceae. Inga underarter finns listade i Catalogue of Life.